# Laimdota Straujuma
Laimdota Straujuma (Kārsava, 24 febbraio 1951) è una politica lettone, Primo ministro della Lettonia dal 2014 al 2016.
Il 22 gennaio 2014 ha ricevuto la fiducia della Saeima per formare il nuovo governo, diventando così la prima donna ad essere eletta primo ministro della Lettonia.
A seguito di contrasti interni al suo partito, il 7 dicembre 2015 ha rassegnato le proprie dimissioni nelle mani del Presidente della Repubblica Raimonds Vējonis. Il suo incarico è effettivamente cessato l'11 febbraio 2016 a seguito dell'approvazione da parte della Saeima del nuovo governo guidato dal Māris Kučinskis.